# 2002年冲绳县知事选举
2002年冲绳县知事选举是2002年11月17日举行的沖繩縣知事选举。选举是自由民主黨與公明黨推薦的现任知事稻嶺惠一、前副知事吉元政矩，和得到日本共产党支持的新垣繁信三人之间的竞争。由于日本共产党推出该党推荐的候选人，导致自1968年第一次琉球政府行政主席通常選舉以来一直持续的“革新共鬥”联盟崩溃。本次选举的焦点是驻日美军的普天間飛行場搬迁问题，和改善高失业率等经济促进措施的利弊，最终现任知事稻岭在选举中再次当选。

## 普天间基地搬迁问题
关于普天间空军基地搬迁问题，稻岭主张限制美军使用计划在名护市兴建的替代空军基地，期限为15年；吉元则建议将基地搬迁至山口县岩国空军基地。新垣则要求驻日美军无条件归还普天间空军基地用地。

## 選舉結果
现任知事稻岭以大幅优势击败吉元和新垣，赢得连任。本次选举的投票率为57.22%，为冲绳县知事选举历史上最低。
- 投票率 ：57.22%（▼19.32%，564,751 名选民投票）

| 當選              | 候选人            | 所屬黨派          | 得票数           | 得票率           | 支持政黨                             |
| ----------------- | ----------------- | ----------------- | ---------------- | ---------------- | ------------------------------------ |
| 當選              | 稻嶺惠一          | 無所屬            | 359,604          | 64.38%           | 自由民主黨、公明黨、保守黨           |
|                   | 吉元政矩          | 無所屬            | 148,401          | 26.57%           | 社會民主黨、自由聯合、沖繩社會大眾黨 |
|                   | 新垣繁信          | 無所屬            | 46,230           | 8.38%            | 日本共產黨                           |
|                   | 又吉光雄          | 無所屬            | 4,330            | 0.67%            |                                      |
| 合計              | 合計              | 合計              | 558,565          | 558,565          |                                      |
| 無效票數          | 無效票數          | 無效票數          | 6,186            | 6,186            |                                      |
| 票數總計 / 投票率 | 票數總計 / 投票率 | 票數總計 / 投票率 | 564,751 / 57.22% | 564,751 / 57.22% |                                      |

稻岭作为现任知事的知名度和实力，以及自民党和公明党牢固的基层选举资源，使他在竞选中自始至终占据领先地位。反观落选的吉元和新垣，由于选举起步较晚，以及候选人提名阶段革新派内部的分裂，导致最终的惨败 。

## 资料来源
1. ↑  . 琉球新報. 2002-09-12  [2023-10-16]. （原始内容存档于2015-04-02） （日语）.
2. ↑  . 琉球新报. 2002-11-17  [2023-10-15]. （原始内容存档于2009-11-21） （日语）.